# Duke Dumont
Duke Dumont, pseudonimo di Adam George Dyment (Londra, 27 agosto 1982), è un disc jockey e produttore discografico britannico.

## Biografia
Dopo aver lavorato come remixer per Lily Allen, Mystery Jets e Bat for Lashes, nel 2007 ha esordito con l'EP Regality, a cui fanno seguito altri EP pubblicato per l'etichetta discografica di Tiga, la Turbo Recordings. Nel marzo 2013 lancia il singolo Need U (100%), a cui collabora la cantante A*M*E. Il brano raggiunge la vetta della Official Singles Chart. Nel gennaio 2014 riconquista il successo con I Got U, realizzata con la collaborazione di Jax Jones. Riceve la nomination ai Grammy Awards 2014 nella categoria "miglior registrazione dance". In luglio 2014 pubblica il singolo Won't Look Back e nel maggio 2015 pubblica su YouTube il suo nuovo singolo e videoclip The Giver (Reprise). Il 15 settembre 2015 esce su YouTube il nuovo singolo Ocean Drive.

## Discografia

### EP
- 2007 - Regality
- 2008 - The Dominion Dubs
- 2012 - For Club Play Only Pt. 1
- 2012 - For Club Play Only Pt. 2
- 2014 - For Club Play Only Pt. 3
- 2016 - For Club Play Only Pt. 4

### Singoli
- 2012 - The Giver
- 2013 - Need U (100%) (feat. A*M*E*)
- 2014 - I Got U (feat Jax Jones)
- 2014 - Won't Look Back
- 2015 - The Giver (Reprise)
- 2015 - Ocean Drive
- 2016 - Be Here
- 2017 - Real Life (con Gorgon City e Naations)
- 2018 - Inhale (feat. Ebenzer)
- 2018 - Runaway
- 2019 - Red Light Green Light (feat. Shaun Ross)
- 2019 - The Power (feat. Zak Abel)
- 2020 - Therapy
- 2020 - Obey
- 2020 -  Love Song
- 2020 - Let Me Go (con Ry X)
- 2020 - Nightcrawler (con Say Lou Lou)
- 2023 - The Chant
- 2023 - Losing Control (con Nathan Nicholson)
- 2023 - Something On My Mind (con Purple Disco Machine & Nothing But Thieves)